# Severo (mestre da cavalaria)
Severo (em latim: Severus) foi um oficial romano do século IV, ativo durante o reinado do imperador Constâncio II (r. 337–361). Em 357, sucede Marcelo como mestre da cavalaria na Gália. Foi líder no exército do césar Juliano e lutou na Batalha de Estrasburgo em agosto. É citado no inverno de 357/358 e em 358 lutou contra os francos sálios e contra os alamanos. Foi sucedido por Lupicino.